# Вежкові
Вежкові (Turritellidae) — родина морських равликів малого та середнього розміру, морських черевоногих молюсків із клади Sorbeoconcha. Вони є фільтрувальними живильниками; цей спосіб живлення дещо незвичайний серед черевоногих молюсків, але дуже поширений у двостулкових.

## Опис
Черепашки туррітеллід мають більш опуклі завитки, а їхні отвори більш круглі, ніж у Terebridae, які мають таку ж висоту.
Ці равлики зариваються в мул або пісок, а їхні лапки відносно маленькі.

## Таксономія
Роди:
†Omalaxinae
- †Omalaxis Deshayes, 1832

Orectospirinae
- Orectospira Dall, 1925

Pareorinae
- †Batillona Finlay, 1927
- †Eligmostoma Cossmann, 1888
- Mesalia Gray, 1847
- Pareora Marwick, 1931
- †Sigmesalia H. J. Finlay & Marwick, 1937

Protominae
- †Allmonia Harzhauser & Landau, 2019
- Protoma Baird, 1870

Turritellinae
- Archimediella Sacco, 1895
- Armatus A. N. Golikov, 1986
- †Asiella Kryachkova, 1969
- Banzarecolpus A. W. B. Powell, 1957
- Broderiptella Olsson, 1964
- Callostracum E. A. Smith, 1909
- †Calvertitella Petuch, 1988
- Caviturritella Friend & B. M. Anderson, 2023
- †Colposigma H. J. Finlay & Marwick, 1937
- Colpospira J. Donald, 1900
- †Costacolpus Marwick, 1966
- †Cristispira Allison, 1965
- Gazameda Iredale, 1924
- Haustator Montfort, 1810
- Helminthia Handmann, 1882
- Incatella DeVries, 2007
- †Kapalmerella Allmon, 2005
- Maoricolpus H. J. Finlay, 1926
- †Mariacolpus Petuch, 1988
- †Nairiella Hacobjan, 1969
- Neohaustator Ida, 1952
- †Nodosella Hacobjan, 1969
- †Oligodia Handmann, 1882
- †Peyrotia Cossmann, 1912
- †Ptychidia Handmann, 1882
- †Roamerella S. K. Donovan & van den Hoek Ostende, 2013
- †Spirocolpus H. J. Finlay, 1926
- Stiracolpus H. J. Finlay, 1926
- †Tachyrhinchella Titova, 1994
- Tachyrhynchus Mörch, 1868
- Torcula J. E. Gray, 1847
- †Torquesia H. Douvillé, 1929
- †Torquesiella Pchelintsev, 1969
- Tropicolpus Marwick, 1931
- Turritella Lamarck, 1799 — типовий
- Turritellinella Harzhauser & Landau, 2019
- Vermicularia Lamarck, 1799
- †Viennella Harzhauser & Landau, 2019
- Zeacolpus H. J. Finlay, 1926

Інші
- †Arcotia Stoliczka, 1867
- †Leptocolpus H. J. Finlay & Marwick, 1937